# Nicholas Tremblay
Pour les articles homonymes, voir Tremblay.
Nicholas Tremblay (né le 5 septembre 1988 à Candiac dans la province de Québec) est un joueur professionnel canadien de hockey sur glace.

## Carrière de joueur
En 2005, il commence sa carrière junior avec les Cougars de College Champlain de Sherbrooke dans la LHJAQ. Deux ans plus tard, il rejoint les Bears de Smiths Falls dans la Ligue centrale de hockey junior A. De 2009 à 2012, il poursuit un cursus universitaire et évolue avec les Golden Knights de Clarkson dans le championnat NCAA. En 2008, il est choisi au cours du repêchage d'entrée dans la Ligue nationale de hockey par les Bruins de Boston en 6e ronde, en 173e position. Il passe professionnel en 2012 avec les Bruins de Providence dans la Ligue américaine de hockey.

## Statistiques
| Saison    | Équipe                       | Ligue |    | Saison régulière | Saison régulière | Saison régulière | Saison régulière | Saison régulière |   | Séries éliminatoires | Séries éliminatoires | Séries éliminatoires | Séries éliminatoires | Séries éliminatoires |
| Saison    | Équipe                       | Ligue | PJ | B                | A                | Pts              | Pun              | PJ               | B | A                    | Pts                  | Pun                  |                      |                      |
| 2005-2006 | Cougars de College Champlain | LHJAQ | 48 | 13               | 22               | 35               | 36               |                  |   |                      |                      |                      |                      |                      |
| 2006-2007 | Cougars de College Champlain | LHJAQ | 53 | 26               | 26               | 52               | 58               |                  |   |                      |                      |                      |                      |                      |
| 2007-2008 | Bears de Smiths Falls        | LCHJ  | 57 | 51               | 59               | 110              | 67               |                  |   |                      |                      |                      |                      |                      |
| 2009-2010 | Université Clarkson          | ECAC  | 37 | 3                | 17               | 20               | 12               | -                | - | -                    | -                    | -                    |                      |                      |
| 2010-2011 | Université Clarkson          | ECAC  | 33 | 9                | 12               | 21               | 18               | -                | - | -                    | -                    | -                    |                      |                      |
| 2011-2012 | Université Clarkson          | ECAC  | 37 | 17               | 19               | 36               | 16               | -                | - | -                    | -                    | -                    |                      |                      |
| 2011-2012 | Bruins de Providence         | LAH   | 4  | 1                | 1                | 2                | 2                | -                | - | -                    | -                    | -                    |                      |                      |
| 2012-2013 | Condors de Bakersfield       | ECHL  | 29 | 16               | 13               | 29               | 18               | -                | - | -                    | -                    | -                    |                      |                      |
| 2012-2013 | Bruins de Providence         | LAH   | 5  | 0                | 0                | 0                | 0                | -                | - | -                    | -                    | -                    |                      |                      |
| 2013-2014 | Barons d'Oklahoma City       | LAH   | 1  | 0                | 0                | 0                | 2                | -                | - | -                    | -                    | -                    |                      |                      |
| 2013-2014 | Condors de Bakersfield       | ECHL  | 41 | 8                | 8                | 16               | 18               | -                | - | -                    | -                    | -                    |                      |                      |
| 2013-2014 | Thunder de Stockton          | ECHL  | 5  | 2                | 0                | 2                | 2                | 9                | 3 | 1                    | 4                    | 2                    |                      |                      |